# 四至神
四至神（みやのめぐりのかみ）は、三重県伊勢市にある神社及び同神社の祭神。伊勢市内に2社存在し、1社は伊勢神宮皇大神宮（内宮）所管社、もう1社は伊勢神宮豊受大神宮（外宮）所管社である。

## 概要
本節では2社共通事項について記述する。
祭神の四至神は神域（宮域）の守護神である。四至、すなわち神域の四方の境界を守護する神である。
神社としての四至神は、四至神に対して祭儀を奉る祭壇である。社殿を持たない神社であり、磐座（いわくら）祭祀の形態を残している。

## 外宮の四至神
外宮所管社の四至神は、外宮神域の九丈殿と五丈殿の建つ大庭（おおば）に鎮座する。九丈殿の南に一段高い石段があり、その上に榊（さかき）が1本だけ立つという簡素なたたずまいである。榊の根元には特徴的な形をした石が据えられているため、参拝者の中には石を拝むものと勘違いする者がいるが、これは誤りである。
『延暦儀式帳』に宮廻神（みやのめぐりのかみ）200余座を年に3度祭る旨が記されているのが最古の記録であるが、祭祀をどこで執り行ったのかは分かっていない。中世には複数の古文書に四至の神が44座あり、宮中で祭ると記されているが、やはり「宮中」の具体的な場所は不明である。近世になると「廻神16座」と称し、16所の石段の前で2月と10月の最初の午の日に榊や御幣を立てて祭り、大晦日にも花榊を立て、供物を奉ったと記録されている。しかしながら、外宮境内には摂末社の遥拝所として石積みが多数築かれるようになり、四至神の鎮座地の石積みなのか、遥拝所の石積みなのか区別が付かなくなってしまった。
区別ができなくなったことから、明治の最初期に境内のすべての石積みの整理が行われた。しかし、由緒ある四至神の祭祀を絶やすわけにはいかないことから、明治4年（1871年）に九丈殿で祭儀を行い、16所の四至神のうちの1所であった九丈殿前の石段を外宮所管社・四至神の祭場として定めた。以降は年に5回、奉幣の儀が四至神に捧げられる。

## 内宮の四至神
内宮所管社の四至神は、内宮神域の五丈殿東方に鎮座する。小さな石段が2段あり、その石段上に石神として祀られている。
内宮所管社の四至神も外宮所管社の四至神と同様の経緯をたどり、1所に祀られるようになった。

## 交通
外宮の四至神
- JR参宮線・近鉄山田線伊勢市駅南口（JR側）より外宮参道を通って徒歩5分程度。
- 三重交通「伊勢市駅前」バス停より徒歩5分。
- 三重交通「外宮前」バス停よりすぐ。
- 伊勢自動車道伊勢西ICより三重県道32号伊勢磯部線（御木本道路）を北へ約5分。付近に駐車場あり[6]。

内宮の四至神
- JR参宮線・近鉄山田線伊勢市駅南口（JR）または近鉄山田線・鳥羽線宇治山田駅より三重交通バスに15分ほど乗車、内宮前下車[7]。近鉄鳥羽線五十鈴川駅からも三重交通バスで内宮前へ行くことが可能である。
- 伊勢自動車道伊勢西ICより三重県道32号伊勢磯部線（御木本道路）を南へ約5分または伊勢ICより国道23号を南へ約5分、付近に駐車場あり[7]。